# Mahnar Bazar
Mahnar Bazar là một thành phố và khu đô thị của quận Vaishali thuộc bang Bihar, Ấn Độ.

## Nhân khẩu
Theo điều tra dân số năm 2001 của Ấn Độ, Mahnar Bazar có dân số 37.354 người. Phái nam chiếm 52% tổng số dân và phái nữ chiếm 48%. Mahnar Bazar có tỷ lệ 43% biết đọc biết viết, thấp hơn tỷ lệ trung bình toàn quốc là 59,5%: tỷ lệ cho phái nam là 52%, và tỷ lệ cho phái nữ là 33%. Tại Mahnar Bazar, 20% dân số nhỏ hơn 6 tuổi.